# Skałka piaskowcowa „Łomniczanka”
Skałka piaskowcowa „Łomniczanka” – pomnik przyrody, skałka piaskowcowa zlokalizowana w Łomnicy-Zdroju. Znajduje się poniżej pomnika pamięci żołnierzy 9 kompanii III Batalionu 1 PSP AK i mieszkańców cywilnych w Łomnicy-Zdroju, ok. 50 m poniżej jazu na potoku Łomniczanka.

## Opis
Wychodnia skalna o długości 9 m i wysokości 3,5 m jest pochodzenia erozyjnego. W jej powstaniu główną rolę odegrał płynący u jej podstawy potok. Budują ją piaskowce magurskie ogniwa krynickiego. Skałka charakteryzuje się interesującymi strukturami procesu wietrzenia.
Skałka została uznana za pomnik przyrody rozporządzeniem nr 36 Wojewody Nowosądeckiego z dnia 9 lipca 1998 w sprawie uznania za pomniki przyrody niektórych obiektów przyrody ożywionej i nieożywionej znajdujących się na obszarze województwa nowosądeckiego. Według rejestru nie posiada nazwy, jednak z tablicy ustawionej przy obiekcie wynika, że nadano mu nazwę „Łomniczanka”, która pochodzi od przepływającego opodal potoku.
Nadzór nad pomnikiem przyrody sprawuje Burmistrz Miasta i Gminy Piwniczna-Zdrój.

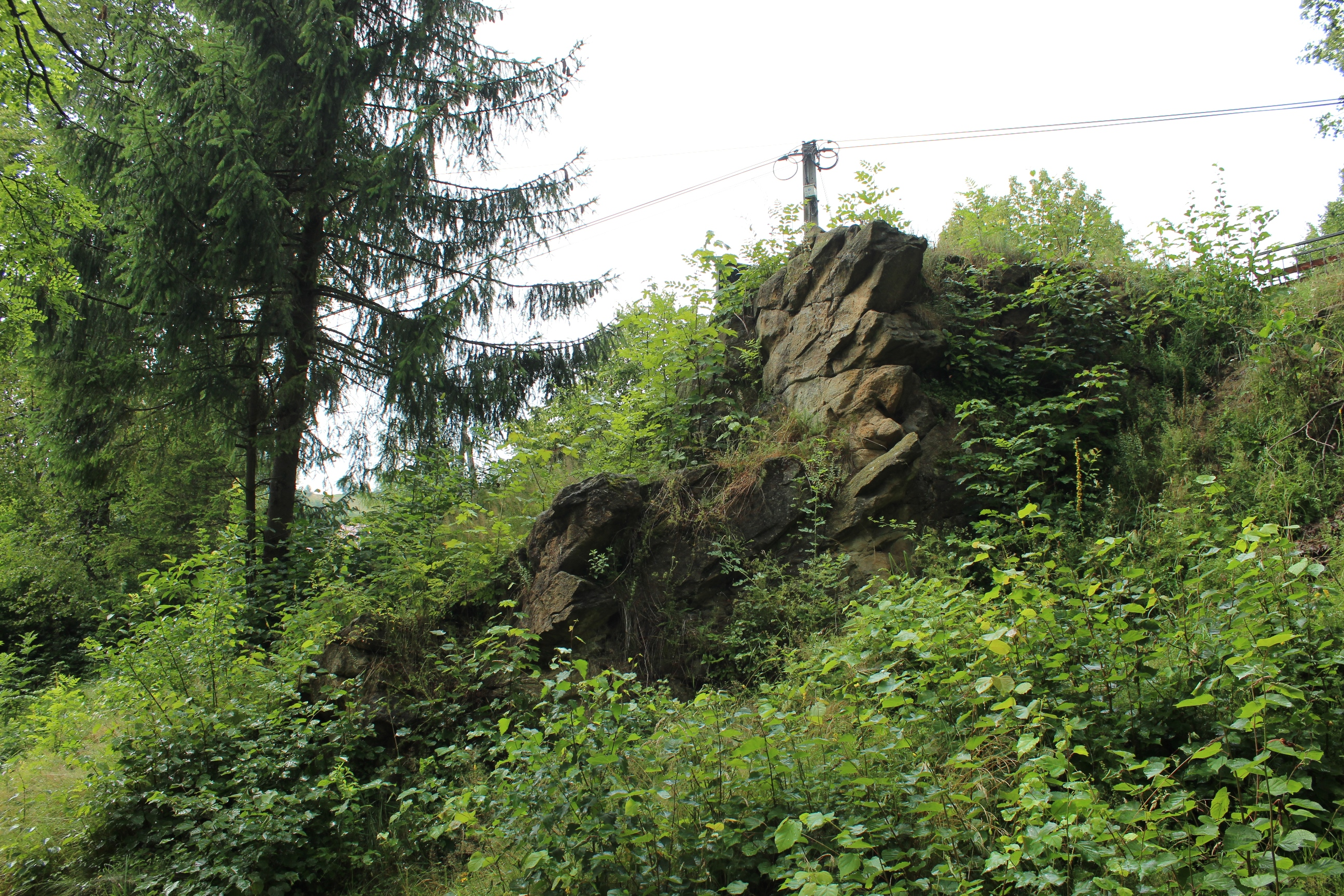
Widok na skałkę od strony potoku
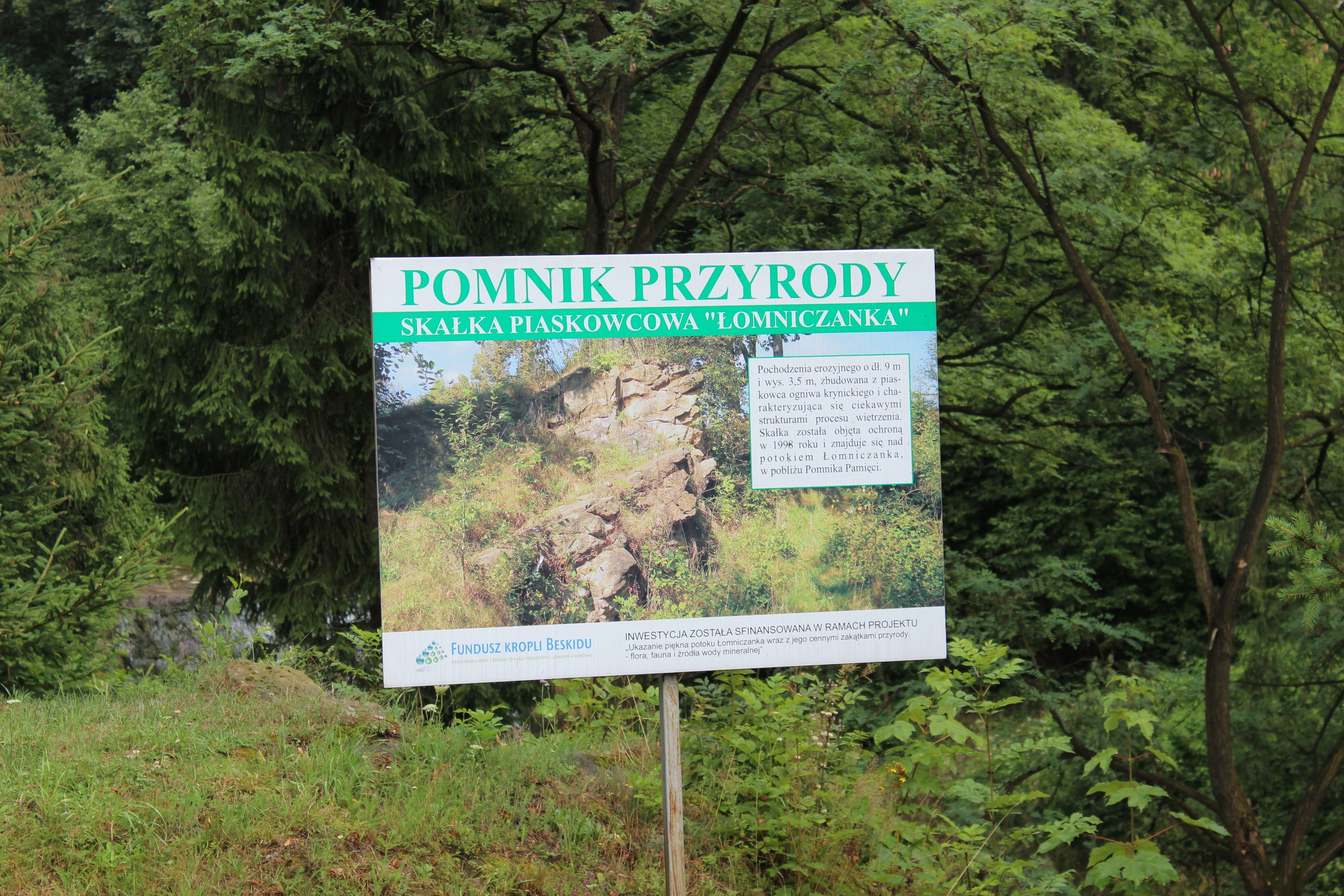
Tablica informacyjna pomnika przyrody